# Ricardo Lobo
Ricardo Lobo (nacido el 20 de mayo de 1984) es un futbolista brasileño que se desempeña como delantero.
Jugó para clubes como el Guarani, Criciúma, Tochigi SC, Kashiwa Reysol, JEF United Chiba, Doxa Katokopias, Brusque, Ehime FC y Joinville.

## Trayectoria

### Clubes
| Club              | País   | Año         |
| ----------------- | ------ | ----------- |
| Guarani           | Brasil | 2004        |
| Ulbra             | Brasil | 2005        |
| Criciúma          | Brasil | 2005        |
| Atlético Sorocaba | Brasil | 2005        |
| Criciúma          | Brasil | 2006        |
| CENE Criciúma     | Brasil | 2007        |
| Criciúma          | Brasil | 2007        |
| Águia Negra       | Brasil | 2008        |
| Criciúma          | Brasil | 2009        |
| Metropolitano     | Brasil | 2009 - 2011 |
| Tochigi SC        | Japón  | 2010 - 2011 |
| Kashiwa Reysol    | Japón  | 2012        |
| JEF United Chiba  | Japón  | 2012        |
| Doxa Katokopias   | Chipre | 2013 - 2014 |
| Brusque           | Brasil | 2014        |
| Ehime FC          | Japón  | 2014        |
| Doxa Katokopias   | Chipre | 2015 - 2016 |
| Tochigi SC        | Brasil | 2016        |
| Brusque           | Brasil | 2017        |
| Joinville         | Brasil | 2017        |